# Geschützrichtstation GRS-9
Die Geschützrichtstation GRS-9 Grom-2 (russisch Станция Орудийной Наводки СОН-9 "Гром 2") ist ein sowjetisches Radargerät. Es diente zur Suche, Begleitung und Identifizierung von Luftzielen. Die ermittelten Koordinaten wurden an ein Rechengerät übermittelt, das die Schusswerte für die Geschütze einer Flak-Batterie ermittelte. Die GRS-9 stellt eine Weiterentwicklung der Geschützrichtstation GRS-4 (СОН-4) dar, die wiederum auf dem US-amerikanischen Radargerät SCR-584 beruht. Zum Einsatz kam das Radargerät in Flak-Batterien verschiedener Kaliber.

## Entwicklung

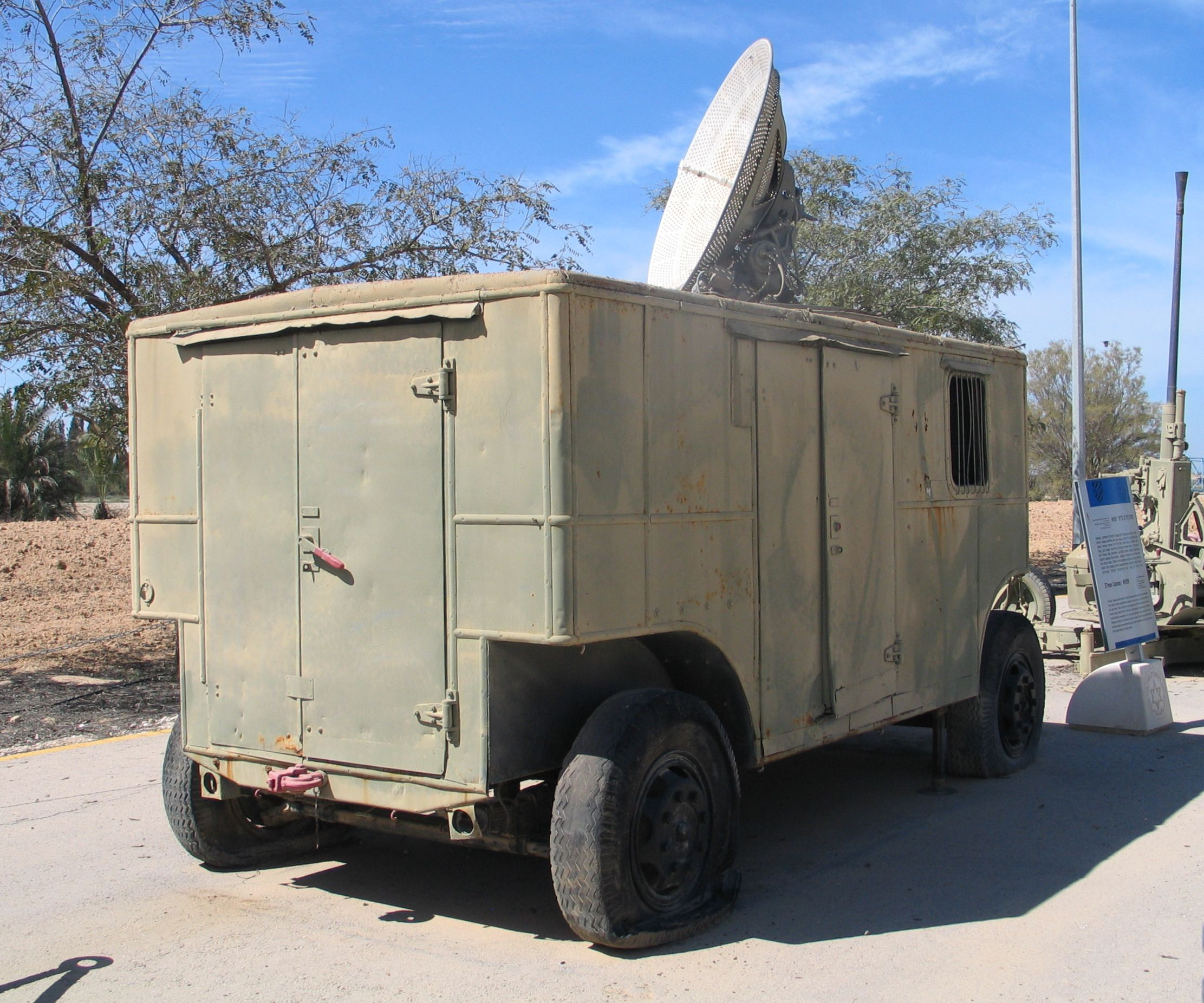
Geschützrichtstation SON-9

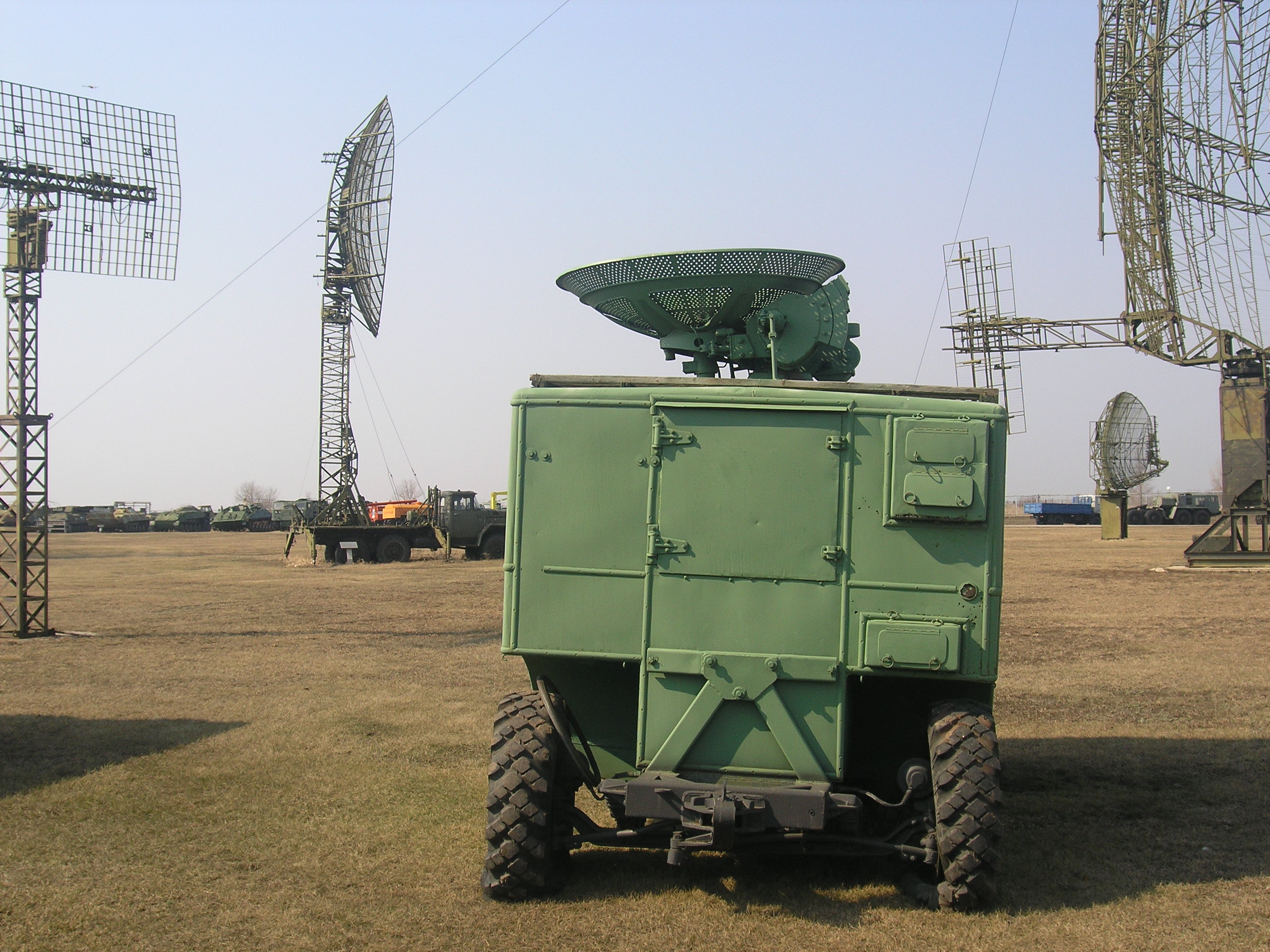
Geschützrichtstation SON-9

Ausgangspunkt für die Entwicklung der Geschützrichtstation war eine Aufgabenstellung der Hauptverwaltung Artillerie der Sowjetarmee aus dem Jahr 1948. Die Entwicklung wurde von M. N. Polosow geleitet und konnte 1950 abgeschlossen werden. Die Geschützrichtstation sollte in Flak-Batterien kleineren und mittleren Kalibers zum Einsatz kommen und die GRS-4 ergänzen, die für den Einsatz in Flak-Batterien größeren Kalibers vorgesehen war. Ab dem Ende der 1940er-Jahre führte die Sowjetarmee neue Fla-Geschütze der Kaliber 57 (S-60) und 85 mm (KS-1) ein, gleichzeitig wurden mit der KS-6 bzw. KS-6W neuartige Flugabwehrkanonen des Kalibers 76 mm bzw. 85 mm erprobt. Diese neuentwickelten Waffen sollten zum Schutz der motorisierten Schützen- und Panzerregimenter bzw. -divisionen eingesetzt werden und mussten daher der Gefechtsordnung der Panzer und Schützenpanzer folgen können. Die GRS-4 hatte sich grundsätzlich bewährt, war aber mit einem Gewicht von 13,5 t für diese Aufgabe zu schwer und unbeweglich. Im Jahr 1950 fand die Erprobung der Geschützrichtstation statt. Das System entsprach den gestellten Forderungen und wurde im gleichen Jahr in die Bewaffnung der Sowjetarmee aufgenommen. Da der Störschutz sich bald als unzureichend herausstellte, wurde ab 1955 die Modifikation SON-9a mit verbessertem Störschutz entwickelt.

## Konstruktion
Das Waffensystem bestand aus
- der eigentlichen Geschützrichtstation SON-9 bzw. 9a mit Kennungsgerät NRS-9
- dem Elektroaggregat APG-15 / APG-15M
- dem Zugfahrzeug AT-S
- einem Lkw zum Transport des Elektroaggregates.

Ergänzt wurde das System durch ein Kommandogerät, im Normalfall vom Typ PUAZO 6 (ПУАЗО 6-60).

### Grundsätzliches Zusammenwirken der Elemente des Waffensystems
Der Luftraum wurde durch die Geschützrichtstation SON-9 aufgeklärt. Dabei konnte entweder im Rundumsuchbetrieb ein eingestellter Höhenbereich von 0 bis 12° oder eine einstellbare Höhe durchsucht werden. Konstruktionsbedingt waren zum Absuchen des Höhenbereiches mehrere Umläufe der Antenne notwendig. Alternativ konnte eine Sektorsuche in einem seitlichen Bereich von 30° durchsucht werden. Auch hier war die Suche in einem Höhenbereich von 0 bis 12° oder auf einer eingestellten Höhe möglich. War die Richtung und Höhe des aufzuklärenden Luftzieles grob bekannt, konnte die Antenne auch manuell gerichtet werden.
Nach der Identifizierung des Luftzieles mit Hilfe des Kennungsgerätes NRS-9 konnte das Luftziel automatisch nach Seiten- und Höhenwinkel begleitet werden. Als Funktionsprinzip kam die Flimmerabtastung zur Anwendung. Die Entfernungsbegleitung konnte automatisch oder manuell durchgeführt werden. Die fortlaufend ermittelten sphärischen Zielkoordinaten wurden an das Rechengerät übermittelt, welches wiederum den Seitenwinkel zum Vorhaltepunkt und die Rohrerhöhung ermittelt. Diese Werte wurden an die Geschütze der Batterie übertragen. Das Richten der Geschütze erfolgte dabei vollautomatisch nach den Werten des Rechengerätes.
Das Elektroaggregat APG-15 diente dabei zur Stromversorgung der Geschützrichtstation.
Mit der SON-9 konnten Luftziele auf eine Entfernung von mindestens 50 km aufgefasst und auf eine Entfernung von mindestens 35 km automatisch begleitet werden. Der Fehler bei der Bestimmung der Schrägentfernung lag unter 30 m, bei Bestimmung der Winkel bei weniger als 1,5°. Die Entfernungsauflösung lag bei automatischer Begleitung bei 200 m, bei manueller Begleitung bei 125 m. Die Reichweite lag damit geringfügig unter der Reichweite der SON-4, war aber an die geringere Reichweite der zu leitenden Geschütze angepasst.

### Geschützrichtstation SON-9
Im Sendeteil der SON-9 kamen Magnetrone zum Einsatz. Bei einer Impulsleistung von 250 kW wurden 0,5 μs Länge bei einer Impulsfolgefrequenz von 1875 Hz erzeugt. Die Magnetrone arbeiten im Frequenzbereich von 2,7 bis 2,9 GHz. Insgesamt waren je Station vier Magnetrone mit einer Kanalspreizung von 160 MHz vorhanden. Zum Schutz vor Rauschstörungen konnte die Sendefrequenz durch Umschalten des genutzten Magnetrons geändert werden. In der Modifikation SON-9a wurde diese Umschaltung automatisch realisiert. Dies war jedoch der einzige Störschutz der Geschützrichtstation. Im Empfangsteil kam ein Überlagerungsempfänger mit einem Klystron zum Einsatz. In der Modifikation 9a konnten die Empfangseigenschaften durch Verwendung von Wanderfeldröhren verbessert werden. Sende- und Empfangsteil sind weiterhin unter Verwendung von Elektronenröhren aufgebaut, da ausreichend leistungsfähige Halbleiter zum Entwicklungszeitpunkt noch nicht zur Verfügung standen. Die Luftlage wird auf einem Rundsichtgerät dargestellt. Für die Darstellung der Entfernung zum Ziel wurde ein eigener Bildschirm benutzt.
Das Kennungsgerät NRS-9 war fest in die Station eingebaut. Es ist Bestandteil des Komplexes Kremni 2. Das Funktionsprinzip beruht auf dem Senden und Empfangen einer kodierten Impulsfolge. Dabei stehen insgesamt zwölf manuell wechselbare Codefilter zur Verfügung.
Die Verringerung des Gesamtgewichtes wurde unter anderem durch Verzicht auf das in der SON-4 fest installierte Rechengerät PUAZO-7 (ПУАЗО-7) erreicht. Stattdessen wurde das PUAZO 6-60 (ПУАЗО 6-60) auf einem eigenen Anhänger mitgeführt. Diese Lösung ermöglichte später auch den Einsatz anderer Kommando- bzw. Rechengeräte.
Installiert wurde die Geschützrichtstation auf einem Zweiachsanhänger. Mit einem Gesamtgewicht von 7,3 t bei einer Länge (mit/ohne Deichsel) von 6,675 m/5,315 m, einer von Höhe 3,325 m und einer Breite von 2,4 m war sie deutlich leichter als die SON-4, dennoch betrug die zulässige Marschgeschwindigkeit auf der Straße 40 km/h und im Gelände 25 km/h. Damit konnte die SON-9 der S-60 nur schwer folgen, praktisch bestimmte sie als langsamstes Fahrzeug die Marschgeschwindigkeit der Batterie.
Die Besatzung bestand aus insgesamt fünf Soldaten einschließlich Kraftfahrer.

### ElektroaggregatAPG-15/APG-15M
Die Stromversorgung wurde durch ein Elektroaggregat APG-15 (Modifikation M) sichergestellt. Das Aggregat lieferte Dreiphasenwechselstrom mit einer Spannung von 230 Volt und einer Frequenz von 50 Hz bei einer Nennleistung von 12 kW. Weiterhin wurde Einphasenwechselstrom mit einer Frequenz von 427 Hz und einer Spannung von 115 V bei einer Nennleistung von 3,5 kW bereitgestellt. Das Aggregat war auf einem Lkw, normalerweise vom Typ ZIS-151 verlastet. Zum Betrieb wurde das Aggregat auf einer Rampe mit Schienen von der Ladefläche des Lkw gerollt. Mit Hilfe der Räder konnte es auf festem Untergrund manuell bewegt werden.

## Einsatz

### Sowjetarmee
Der Einsatz in der Sowjetarmee begann 1950. Als unzureichend erwies sich der mangelhafte Störschutz der Station, so dass sie ab Mitte der 1950er-Jahre durch die Weiterentwicklung SON-9a ersetzt wurde. Diese wurde schließlich ab 1960 durch das Feuerleitgerät RPK-1 ersetzt, das neben deutlich erhöhten Störschutzmöglichkeiten auch eine höhere Beweglichkeit aufwies.

### Nationale Volksarmee
Die Einführung der GRS-9 bei der Truppenluftabwehr der NVA begann 1958/59. Durch die automatische Feuerleitung konnte der Gefechtswert der mit der 57-mm-FlaK ausgerüsteten Batterien deutlich gesteigert werden. Eingesetzt wurde die GRS-9 bzw. GRS-9a zunächst mit dem Rechengerät PUAZO 6-60 (ПУАЗО 6-60), als Zugmittel diente ein Kettenschlepper AT-S. Da die vorhandenen PUAZO 6-60 ab Mitte der 1960er-Jahre größtenteils verschlissen waren, der Typ jedoch nicht mehr produziert wurde, wurden sie in der NVA ab 1964 teilweise durch den ungarischen Analogrechner E-2BD abgelöst. Ab 1970 kam als Zugmittel ein Lkw des Typs Tatra 813 zum Einsatz, jedoch begann bereits ab 1968 die Ablösung der GRS-9 durch den Nachfolger RPK-1. Die nicht mehr benötigten GRS-9 wurden ausgesondert.

### Andere Staaten
Geliefert wurde die SON-9 praktisch an alle Staaten, die auch die sowjetische Flugabwehrkanonen S-60 bzw. KS-1 einsetzten. Zum Einsatz kam sie unter anderem im Koreakrieg, im Vietnamkrieg sowie bei diversen militärischen Auseinandersetzungen der arabischen Staaten mit Israel.